# Домброва (гміна Зелюв)
Домброва (пол. Dąbrowa) — село в Польщі, у гміні Зелюв Белхатовського повіту Лодзинського воєводства.
Населення — 109 осіб (2011).
У 1975—1998 роках село належало до Пйотрковського воєводства.

## Демографія
Демографічна структура станом на 31 березня 2011 року:
|          | Загалом | Допрацездатний вік | Працездатний вік | Постпрацездатний вік |
| -------- | ------- | ------------------ | ---------------- | -------------------- |
| Чоловіки | 60      | 6                  | 43               | 11                   |
| Жінки    | 49      | 11                 | 22               | 16                   |
| Разом    | 109     | 17                 | 65               | 27                   |